# Meat is Murder
Meat is Murder, blev udgivet i februar 1985 og er The Smiths andet album. Albummet er placeret på 295. pladsen på Rolling Stones liste The 500 Greatest Albums of All Time.

## Om albummet
Meat is murder regnes ofte for The Smiths mest dystre album. Teksterne handler blandt andet om vold i skolen The headmaster's rtual og vold i hjemmet Barbarism begins at home.
Albummet indeholder også et af bandets bedste numre, How soon is now?, hvor Johnny Marrs rå guitar spiller sammen med Morrisseys desperate sang.
Titelnumeret, Meat is Murder, som er pladens sidstenummer menes at have fået mange The Smiths- og/eller Morrissey-fans til at blive vegetarer.

## Spilleliste
Alle numre er skrevet af Morrissey/Johnny Marr.

### LP

#### Side A
1. The Headmaster Ritual
2. Rusholme Ruffians
3. I Want the One I Can't Have
4. What She Said
5. That Joke Isn't Funny Anymore

#### Side B
1. How Soon Is Now?
2. Nowhere Fast
3. Well I Wonder
4. Barbarism Begins at Home
5. Meat Is Murder

## Medvirkende

### Bandet
- Morrissey – sang
- Johnny Marr – guitar, piano
- Andy Rourke – basgitar
- Mike Joyce – trommer

### Teknisk personale
- The Smiths – producenter (alle numre undtagen "How Soon Is Now?")
- John Porter – producent ("How Soon Is Now?")
- Stephen Street – lydtekniker (alle numre undtagen "How Soon Is Now?")